# The Miracle of Our Lady of Fatima
The Miracle of Our Lady of Fatima (bra: O Milagre de Nossa Senhora de Fátima, ou A Virgem de Fátima; prt: O Milagre de Fátima) é um filme norte-americano de 1952, do gênero drama, dirigido por John Brahm e estrelado por Gilbert Roland e Angela Clarke.

## Sinopse
Em 1917, na Cova da Iria, localidade na região de Fátima, Portugal, três crianças -- Lúcia, Francisco e Jacinta -- afirmam ter visto Nossa Senhora no alto do céu. Ela lhes teria dito que voltassem todo dia 13 dos seis meses seguintes, para receber importantes mensagens. Ora, em cada uma dessa visitas, várias profecias são transmitidas às crianças, uma delas sobre a ameaça do Comunismo, que seria parte de um "esquema diabólico" para destruir o planeta. Esses relatos são recebidos com ceticismo, até que, em outubro, Nossa Senhora promete um  milagre, que seria a prova de sua sinceridade. O milagre realmente acontece: aleijados recobram o movimento dos membros e cegos voltam a enxergar.

## Premiações
| Prêmio     | Categoria                               | Recipientes | Situação |
| ---------- | --------------------------------------- | ----------- | -------- |
| Oscar 1953 | Melhor trilha sonora - drama ou comédia | Max Steiner | Indicado |

## Elenco
| Ator/Atriz      | Personagem                        |
| --------------- | --------------------------------- |
| Gilbert Roland  | Hugo da Silva                     |
| Angela Clarke   | Maria Rosária de Jesus dos Santos |
| Frank Silvera   | Administrador Artur dos Santos    |
| Jay Novello     | António de Jesus dos Santos       |
| Richard Hale    | Padre Ferreira                    |
| Norman Rice     | Manuel Marto                      |
| Frances Morris  | Olímpia Marto                     |
| Carl Milletaire | Magistrado distrital              |
| Susan Whitney   | Lúcia de Jesus dos Santos         |
| Sherry Jackson  | Jacinta Marto                     |
| Sammy Ogg       | Francisco Marto                   |

## Recepção
The Miracle of Our Lady of Fátima é tido como um relato reverente e honesto do que teria ocorrido na Cova da Iria, Portugal, em 1917.
Elogiado pela crítica estadunidense, o filme recebeu uma indicação ao Oscar e concorreu ao Leão de Ouro do Festival de Veneza.[carece de fontes?]
Menos deslumbrado, o crítico brasileiro Moniz Vianna diz, em sua coluna no Correio da Manhã, que o roteiro é "medíocre" e "frio", e o diretor "aparece muito aquém de sua melhor forma", escorando-se na "bem-cuidada" fotografia de Edwin DuPar e na trilha sonora de Max Steiner.